# Municipio de Spruce Valley
El municipio de Spruce Valley (en inglés: Spruce Valley Township) es un municipio ubicado en el condado de Marshall en el estado estadounidense de Minnesota. En el año 2010 tenía una población de 242 habitantes y una densidad poblacional de 2,57 personas por km².

## Geografía
El municipio de Spruce Valley se encuentra ubicado en las coordenadas 48°24′19″N 96°11′11″O / 48.40528, -96.18639. Según la Oficina del Censo de los Estados Unidos, el municipio tiene una superficie total de 94.11 km², de la cual 94,11 km² corresponden a tierra firme y (0,01 %) 0,01 km² es agua.

## Demografía
Según el censo de 2010, había 242 personas residiendo en el municipio de Spruce Valley. La densidad de población era de 2,57 hab./km². De los 242 habitantes, el municipio de Spruce Valley estaba compuesto por el 99,17 % blancos, el 0,83 % eran asiáticos. Del total de la población el 0 % eran hispanos o latinos de cualquier raza.